# Canal de Sant Jordi

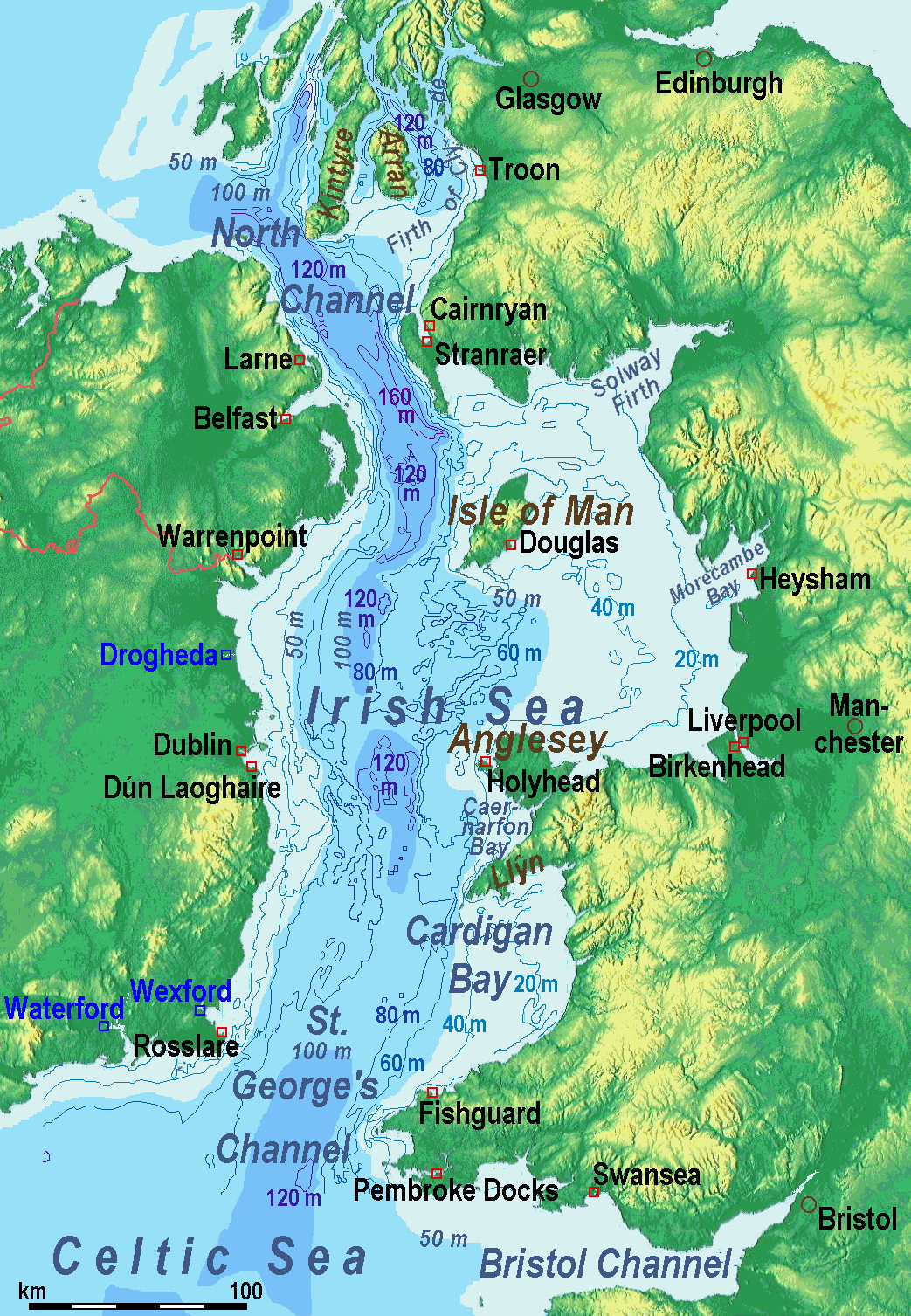
Mapa de la regió del canal de Sant Jordi

El canal de Sant Jordi (en anglès St George's Channel, en gaèlic irlandès Muir Bhreatan, en gal·lès Sianel San Siôr) és un canal marí que separa Gal·les i Irlanda, connectant el mar d'Irlanda amb el mar Cèltic (un dels braços de l'oceà Atlàntic Nord). Té 160 km de longitud i entre 80 i 145 km d'amplada. Aquest canal és d'aigües poc profundes, encara que al final de l'última glaciació, es va veure  inundat pels canvis de nivell de les aigües marines.

## Geografia
Històricament, el nom comprenia totes les aigües entre Irlanda, a l'oest, i el País de Gal·les i West Country, a l'est i per això es considerava que el canal de Bristol s'obria al canal de Sant Jordi (Lands End era on es trobaven el canal de Sant Jordi i el canal Anglès o canal de la Mànega). El nom ara, en general, solament s'aplica a les aigües a la vora de la part més angosta del canal, entre punta Carnsore, al comtat irlandès de Wexford, i St David's Head, al comtat gal·lès de Pembrokeshire. La part nord de l'antic canal és ara simplement coneguda com a mar d'Irlanda Meridional, i la part sud es considera part del mar Cèltic.
Les costes del canal de Sant Jordi pertanyen a la costa del nord de Cornualla i nord de Devon, a West Country; Pembrokeshire i la badia de Cardigan, a Gal·les; i els de Wexford i Cork, al sud d'Irlanda.

## Espècies marines
Les aigües del canal de Sant Jordi són visitades habitualment per espècies marines com ara el tauró pelegrí, el dofí, la marsopa, la foca grisa de l'Atlàntic, la tortuga i la llagostes, atretes per les aigües netes i clares i el bon subministrament de menjar de les costes. North Cornwall, al voltant de Porthcurno i St Ives, és famós per l'observació regular de taurons pelegrins, mentre que Pembrokeshire i la badia de Cardigan són reconeguts internacionalment com un paradís per als dofins de nas d'ampolla.

## Història
El nom del canal prové de la llegenda del segle xiv segons la qual Sant Jordi va viatjar des de Turquia fins a Anglaterra. La llegenda diu que va arribar a la més gran de les illes Britàniques pel canal que porta el seu nom.

## Delimitació
La màxima autoritat internacional en matèria de delimitació de mars, l'Organització Hidrogràfica Internacional («International Hydrographic Organization, IHO), considera el canal de Sant Jordi com un mar, part del «mar d'Irlanda i canal de Sant Jordi» («Irish Sea and St. George Channel») al qual, a la seva publicació de referència mundial, Limits of oceans and seas (Límits d'oceans i mars, 3a edició de 1953), l'assigna el número d'identificació 19 i el defineix de la forma següent: 
| «                                                                              | Al Nord. El límit meridional del mar d'Escòcia (18) [Una línia que uneix l'extrem Sud de Mull de Galloway (54° 38′ N) a Escòcia i punta Ballyquintin (54° 20′ N), a Irlanda.] Al Sud. Una línia que uneix St. David Head (51° 54′ N, 5° 19′ W) amb punta Carnsore (52° 10′ N, 6° 22′ W). | » |
| — Limits of oceans and seas, pp. 12 i 13 i correcció d'errodes a la pàgina 39. | |   |

52° 5′ N, 5° 45′ O / 52.083°N,5.750°O